# Cypriotisch voetbalkampioenschap 1934/35
In 1934/35 werd het eerste officiële Cypriotische voetbalkampioenschap gespeeld, destijds was Cyprus nog een kroonkolonie van het Britse Rijk. Van 1931 tot 1934 werden al drie officieuze kampioenschappen gespeeld. Trast werd de eerste kampioen. 

## Eindstand
| Plaats | Club                     | Wed. | W  | G | V | Saldo | Ptn. |
| ------ | ------------------------ | ---- | -- | - | - | ----- | ---- |
| 1.     | Trast                    | 14   | 11 | 2 | 1 | 45:15 | 24   |
| 2.     | Lefkoşa Türk Spor Kulübü | 13   | 6  | 4 | 3 | 31:12 | 16   |
| 3.     | APOEL Nicosia            | 14   | 7  | 1 | 6 | 25:20 | 15   |
| 4.     | AEL Limassol             | 14   | 6  | 2 | 6 | 37:26 | 14   |
| 5.     | Anorthosis Famagusta     | 14   | 4  | 5 | 5 | 27:38 | 13   |
| 6.     | EPA Larnaca              | 12   | 5  | 0 | 7 | 17:34 | 10   |
| 7.     | Aris Limassol            | 13   | 4  | 2 | 7 | 30:30 | 10   |
| 8.     | Olympiakos Nicosia       | 12   | 1  | 2 | 9 | 11:48 | 4    |

|  | Kampioen |

## Resultaten
| Thuis \ Uit   | AEL | ANR | APL | ARS | EPA | OLM  | TRS | LTS |
| ------------- | --- | --- | --- | --- | --- | ---- | --- | --- |
| AEL           |     | 1–1 | 2–4 | 7–2 | 0–1 | 5–1  | 0–6 | 0–0 |
| Anorthosis    | 5–4 |     | 3–2 | 4–4 | 6–1 | 1–1  | 0–2 | 1–1 |
| APOEL Nicosia | 0–4 | 4–1 |     | 0–1 | 4–1 | 3–0  | 1–2 | 0–3 |
| Aris          | 1–2 | 8–1 | 1–2 |     | 2–0 | 3–0  | 2–2 | 1–4 |
| EPA           | 0–4 | 3–0 | 1–0 | 5–4 |     | 2–3  | 2–4 | 1–0 |
| Olympiakos    | 0–8 | 2–3 | 0–3 |     | –   |      | 0–3 | 3–3 |
| Trust         | 1–0 | 4–0 | 0–0 | 1–0 | 7–0 | 11–1 |     | 1–0 |
| LTSK          | 4–0 | 1–1 | 1–2 | 2–1 | –   | 3–0  | 9–1 |     |

1. ↑  OLM_ARS
2. ↑  OLM_ARS

## Kampioen
| 1934/35                   |
| Cyprus                    |
| ------------------------- |
| TRAST Kampioen (1° titel) |